# Kentucky and Tennessee Railway
| Baldwin-Lok 2-8-2 Nr. 7, von 1908 |                      |                                                        |                                                        |
| Die Strecke der Kentucky and Tennessee Railway |                      |                                                        |                                                        |
| Streckenlänge: | 40 km                |                                                        |                                                        |
| Spurweite: | 1435 mm (Normalspur) |                                                        |                                                        |
| Maximale Neigung: | 35 ‰                 |                                                        |                                                        |
| |                      |                                                        |                                                        |
| \| \| \| Einmündung in die Norfolk Southern Railway (ehem. SOU) \| \| \| \| \| Beginn der Big South Fork Scenic Railway \| \| \| \| 0,0 \| Sterns Depot, Mc Creary County Museum \| 409 m ü. M. \| \| \| \| Wilburn K. Ross Highway \| \| \| \| 0,3 \| Crossroads Railcar Service \| Crossroads Railcar Service \| \| \| \| Route 1651 \| \| \| \| 5,9 \| Barthell Coal Camp, Endpunkt der BSFSRY \| 261 m ü. M. \| \| \| (9,4) \| Blue Heron, ehem. Endpunkt der BSFSRY \| 238 m ü. M. \| \| \| \| Roaring Paunch Creek \| \| \| \| 7,9 \| Abzweigung \| Abzweigung \| \| \| 9,1 \| Comargo Ausweichstelle \| 246 m ü. M. \| \| \| \| Strecke abgebaut \| \| \| \| \| Worley Branch \| \| \| \| \| Worley \| \| \| \| 12,5 \| Yamacraw \| Yamacraw \| \| \| \| Big South Fork Cumberland River \| \| \| \| 15,8 \| Oz \| Oz \| \| \| 18,6 \| White Oak Junction \| 242 m ü. M. \| \| \| \| Abzweigung \| \| \| \| (20,4) \| Cooperative \| Cooperative \| \| \| 25,1 \| Fidelity \| Fidelity \| \| \| \| Exodus \| \| \| \| 32 \| Bell Farm \| 282 m ü. M. \| \| \| \| \| \| \| Quellen: [1] \| \| \| \| |                      |                                                        |                                                        |
| Abzweig quer und von rechts · Strecke quer |                      | Einmündung in die Norfolk Southern Railway (ehem. SOU) | Einmündung in die Norfolk Southern Railway (ehem. SOU) |
| Wechsel des Eisenbahninfrastrukturunternehmens |                      | Beginn der Big South Fork Scenic Railway               | Beginn der Big South Fork Scenic Railway               |
| Bahnhof | 0,0                  | Sterns Depot, Mc Creary County Museum                  | 409 m ü. M.                                            |
| Strecke mit Straßenbrücke |                      | Wilburn K. Ross Highway                                | Wilburn K. Ross Highway                                |
| Abzweig geradeaus und nach links · Betriebs-/Güterbahnhof Streckenende und quer | 0,3                  | Crossroads Railcar Service                             | Crossroads Railcar Service                             |
| Strecke mit Straßenbrücke |                      | Route 1651                                             | Route 1651                                             |
| Haltepunkt / Haltestelle | 5,9                  | Barthell Coal Camp, Endpunkt der BSFSRY                | 261 m ü. M.                                            |
| Strecke · Kopfbahnhof Streckenanfang | (9,4)                | Blue Heron, ehem. Endpunkt der BSFSRY                  | 238 m ü. M.                                            |
| Strecke · Brücke über Wasserlauf |                      | Roaring Paunch Creek                                   | Roaring Paunch Creek                                   |
| Abzweig geradeaus und von links · Strecke nach rechts | 7,9                  | Abzweigung                                             | Abzweigung                                             |
| Haltepunkt / Haltestelle (Strecke außer Betrieb) | 9,1                  | Comargo Ausweichstelle                                 | 246 m ü. M.                                            |
| Strecke (außer Betrieb) |                      | Strecke abgebaut                                       | Strecke abgebaut                                       |
| Brücke über Wasserlauf (Strecke außer Betrieb) |                      | Worley Branch                                          | Worley Branch                                          |
| Haltepunkt / Haltestelle (Strecke außer Betrieb) |                      | Worley                                                 | Worley                                                 |
| Haltepunkt / Haltestelle (Strecke außer Betrieb) | 12,5                 | Yamacraw                                               | Yamacraw                                               |
| Brücke über Wasserlauf (Strecke außer Betrieb) |                      | Big South Fork Cumberland River                        | Big South Fork Cumberland River                        |
| Haltepunkt / Haltestelle (Strecke außer Betrieb) | 15,8                 | Oz                                                     | Oz                                                     |
| Haltepunkt / Haltestelle (Strecke außer Betrieb) | 18,6                 | White Oak Junction                                     | 242 m ü. M.                                            |
| Abzweig geradeaus und nach links (Strecke außer Betrieb) · Strecke von rechts (außer Betrieb) |                      | Abzweigung                                             | Abzweigung                                             |
| Kopfbahnhof Streckenende (Strecke außer Betrieb) · Strecke (außer Betrieb) | (20,4)               | Cooperative                                            | Cooperative                                            |
| Haltepunkt / Haltestelle (Strecke außer Betrieb) | 25,1                 | Fidelity                                               | Fidelity                                               |
| Haltepunkt / Haltestelle (Strecke außer Betrieb) |                      | Exodus                                                 | Exodus                                                 |
| Kopfbahnhof Streckenende (Strecke außer Betrieb) | 32                   | Bell Farm                                              | 282 m ü. M.                                            |
| |                      |                                                        |                                                        |
| Quellen: |                      |                                                        |                                                        |

Die Kentucky and Tennessee Railway (K&T) war eine Eisenbahngesellschaft mit Sitz in Stearns im US-Bundesstaat Kentucky. Sie befuhr eine Strecke von 40 Kilometern zwischen Stearns und Bell Farm, mit je einem Seitenast nach Blue Heron und Cooperative. Die Bahn wurde zum Abtransport von Kohle und Holz aus dem Tal des Big South Fork River erbaut. Der Bahnbetrieb wurde 1987 eingestellt. Heute befährt die Big South Fork Scenic Railway sechs Kilometer der K&T-Strecke mit Ausflugszügen.

## Geschichte
Im Jahr 1902 kaufte Justus S. Stearns aus Ludington (Michigan) 75 Quadratkilometer Waldland im Süden von Kentucky. Bald darauf wurden dort Kohlevorkommen entdeckt und daraufhin die Stearns Coal & Lumber Company gegründet. Das Unternehmen erbaute die Stadt Stearns, als Stützpunkt der Holz- und Bergbauindustrie. Sie verfügte später über 320 Quadratkilometer Landbesitz. Das Unternehmen beschäftigte damals über 2200 Arbeiter, die in 18 Kohle- und Holzlagern lebten und arbeiteten. Die Bewohner erhielten vom Unternehmen Wasser, Strom und Dampfwärme zum Beheizen ihrer Häuser. Zu den Freizeiteinrichtungen gehörten ein Golfplatz, Tennisplätze, eine Poolhalle und ein Baseballfeld.

### Kentucky and Tennessee Railway
Zur Versorgung der Region wurde bald darauf die Kentucky and Tennessee Railway gegründet. Das Unternehmen errichtete eine Strecke, die über 40 Kilometer durch das Tal des Big South Fork River führte. Die K&T sorgte für den Abtransport von Holz und Kohle, für den Personenverkehr und für die Versorgung der Arbeiter mit Vorräten. Zur Bewältigung des Transportvolumens verfügte sie über elf Dampflokomotiven. Später kaufte die K&T von der Southern Railway die Lok Nr. 4501 (K&T Nr. 12). Die einzig erhaltene originale K&T-Dampflok ist die Nr. 10. Diese Lok und die Nr. 4501 befinden sich heute im Tennessee Valley Railroad Museum in Chattanooga.
Ab 1949 verringerte sich das Transportvolumen und die Strecke zwischen White Oak Junction und Bell Farm wurde aufgegeben. Die Mine bei Cooperative wurde 1950 geschlossen und 1953 bis nach Oz zurückgebaut. Der Personenverkehr wurde nach der Schließung der Minen systematisch verringert. Die letzten Reisezüge verkehrten zwischen Stearns und Worley bis 1952. 1953 wurden die Minen in Yamacraw und Worley geschlossen, so dass nur die Minen in Blue Heron und Oz erhalten blieben.
1963 stellte die K&T auf Dieselbetrieb um. Sie kaufte drei gebrauchte ALCo-S2 Lokomotiven von der Denver and Rio Grande Western Railroad (K&T Nr. 101–103), gefolgt von zwei weiteren ALCo-S2 von anderen Bahnen, die als Ersatzteilspender erworben wurden. Eine dieser Loks wurde als K&T 104 wieder in Betrieb genommen.
Die Mine in Blue Heron wurde in den frühen 1960er Jahren geschlossen, gefolgt von der in Oz im Jahr 1966. Danach blieb nur ein geringes Frachtaufkommen.
Im Jahr 1967 wurde in Barthell die Justus Mine eröffnet und täglich dreißig 100-Tonnen-Trichterwagen der Southern Railway transportiert. Die Züge bestanden aus drei S2-Lokomotiven mit neun Wagen, da jede S2 nur 300 Tonnen auf der 35 ‰-Steigung zwischen Barthell und Stearns ziehen konnte.
1976 verkaufte die Stearns Coal & Lumber Company ihre Bergbaubetriebe an die Blue Diamond Coal Company. Der Landbesitz des Unternehmens ging auf den National Forest, die Big South Fork National River and Recreation Area und in Privateigentum über. Die Justus Mine wurde 1987 geschlossen.

### Big South Fork Scenic Railway
1982 wurde die Big South Fork Scenic Railway gegründet, sie befährt heute sechs Kilometer der Strecke zwischen Stearns und dem Barthell Coal Camp.

## Bilder

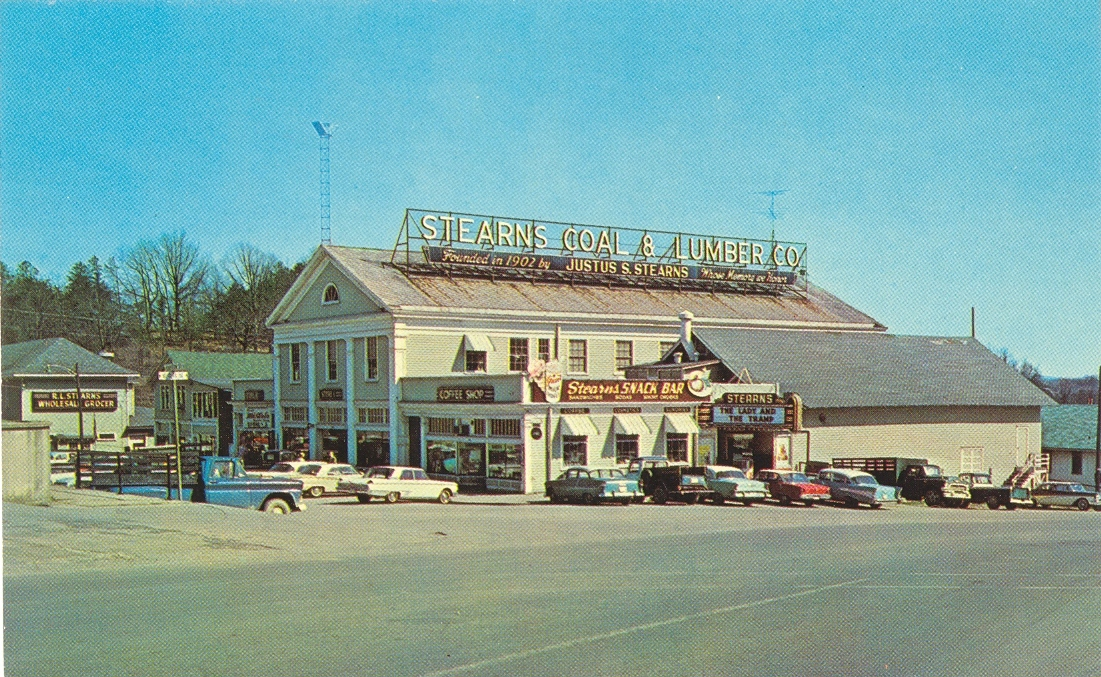
Stearns Coal & Lumber Company, 1960
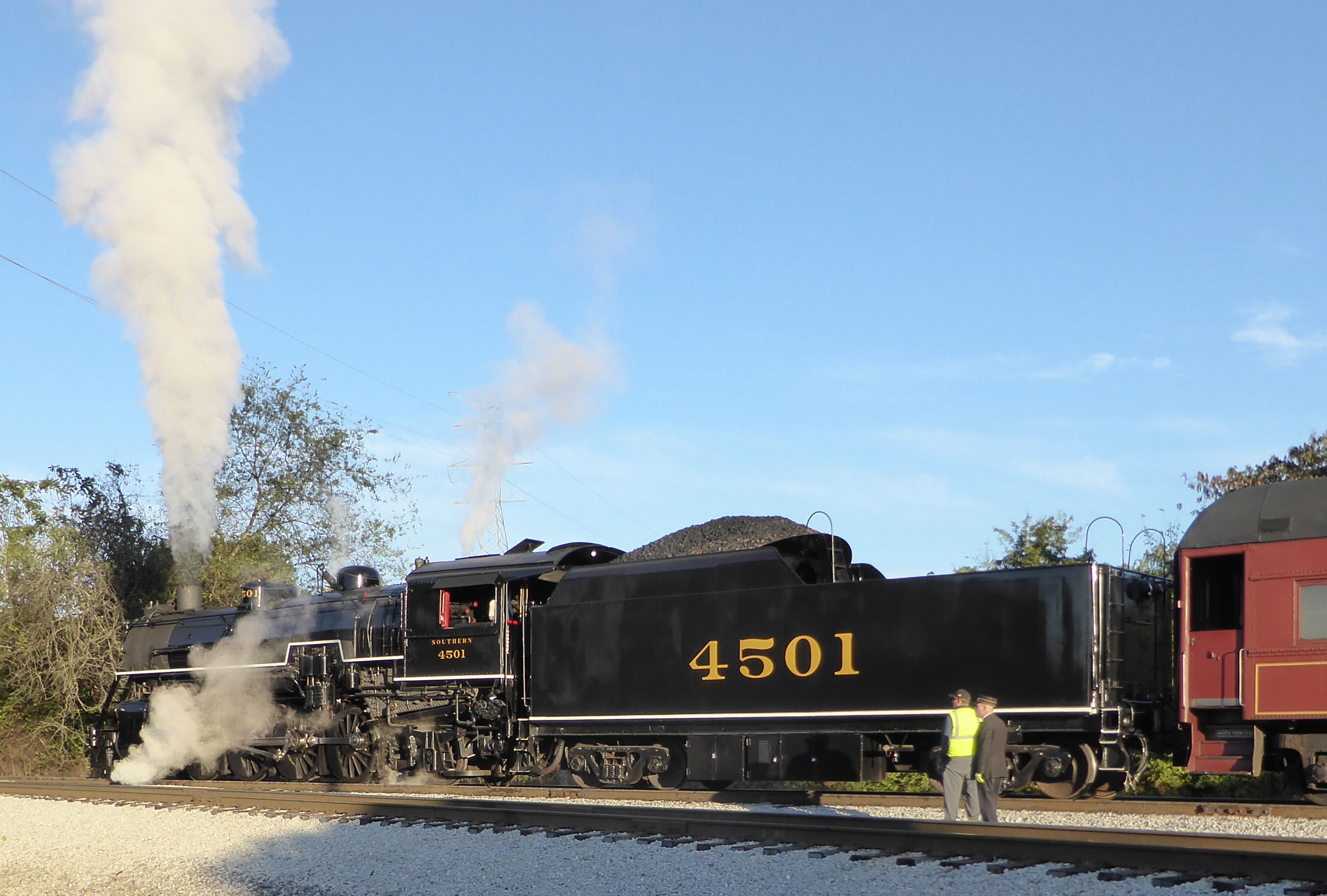
SOU Nr. 4501 (K&T 14), Oktober 2014
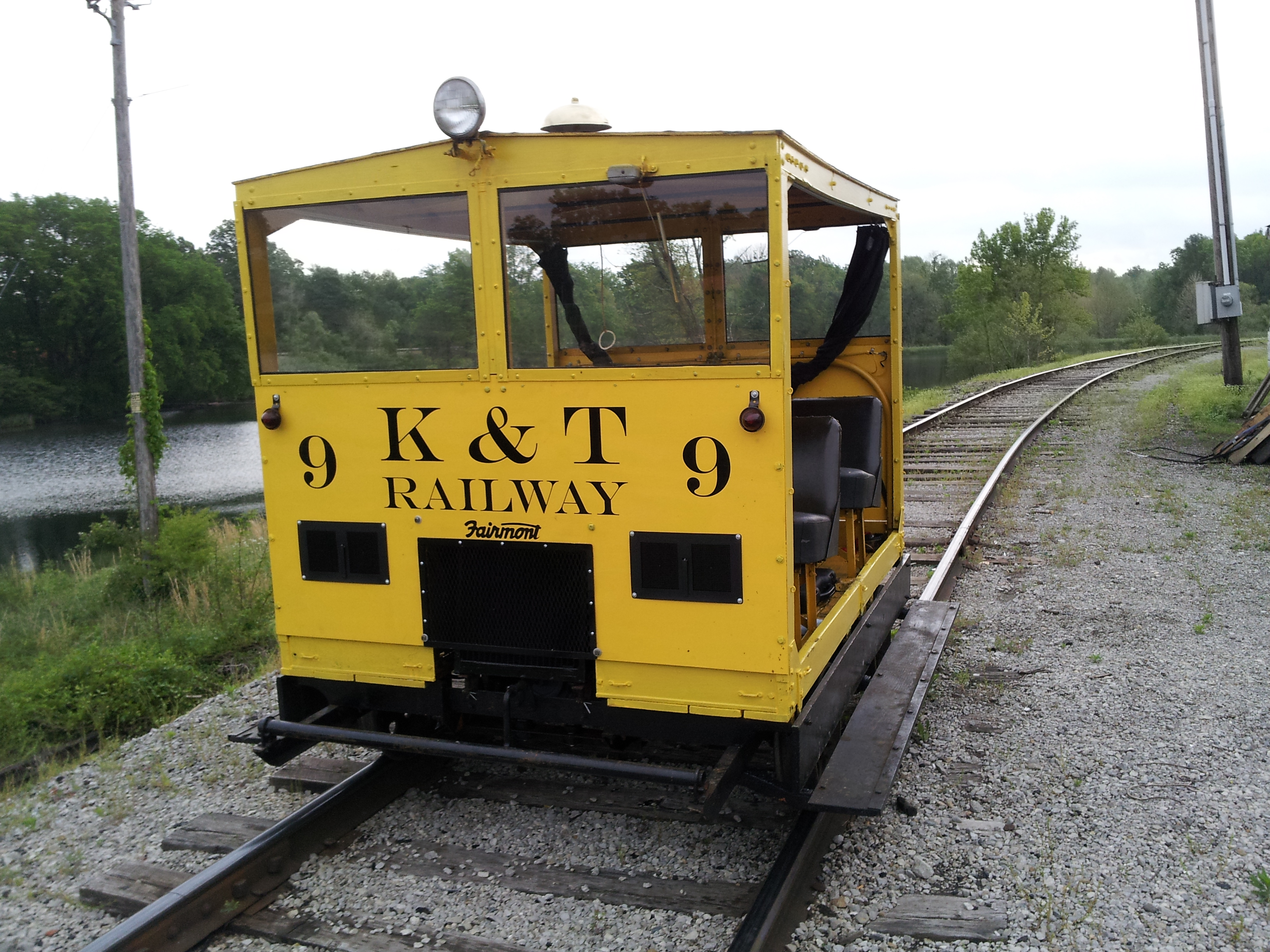
Fairmont A3D Motordraisine Nr. 9
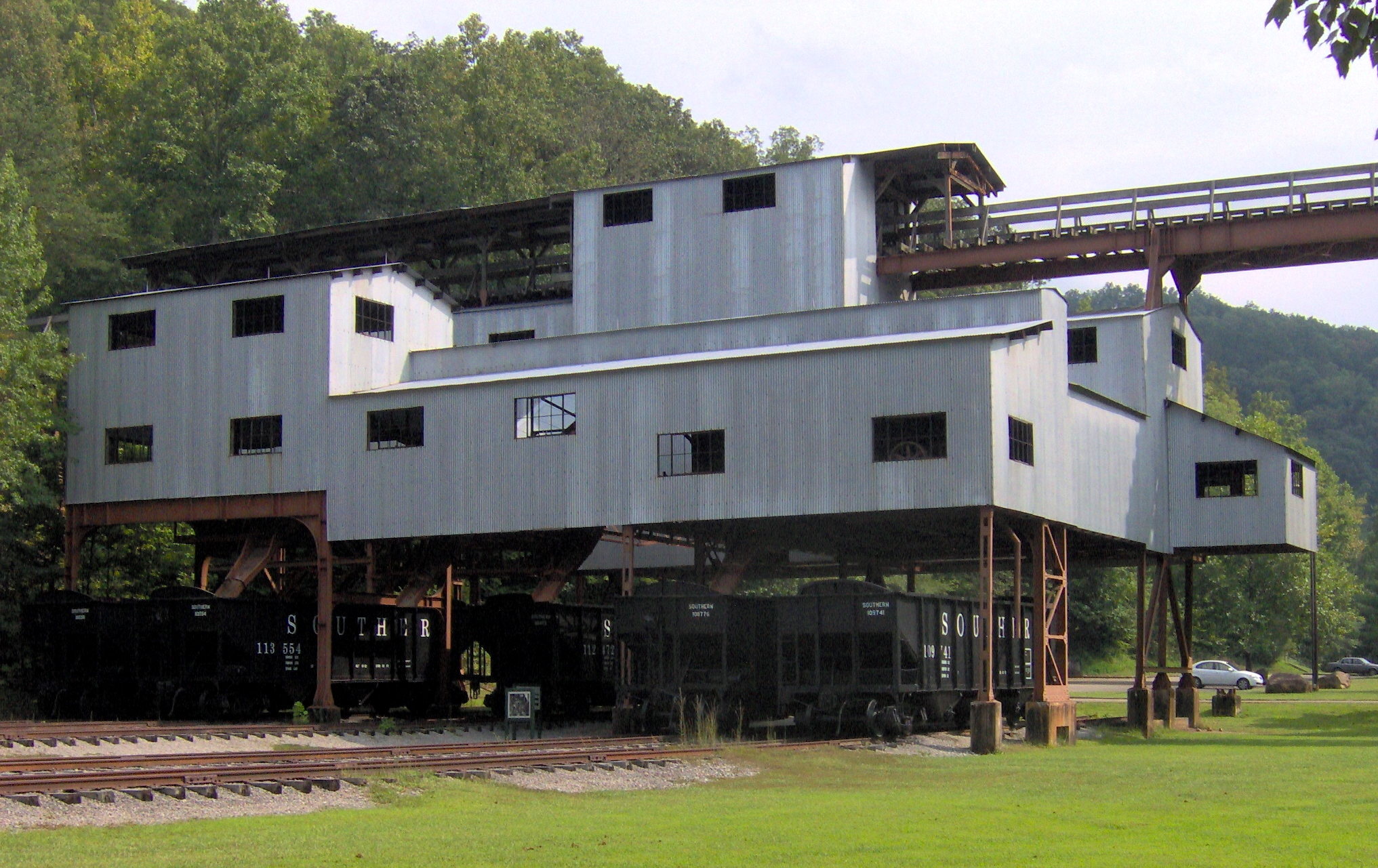
Kohleverladung in Blue Heron, September 2009

## Fahrzeuge
| Dampflokomotiven  |                     |                                     |               |       |              | |
| 1                 | 2-8-0 Consolidation | American Locomotive Company         | 1903          | 27409 | 1953         | Neu gekauft, 1953 verschrottet.                                                                                            |
| 2                 | Shay                | Lima Locomotive Works               | 1904          | 874   | 1953         | Neu gekauft, an die Georgia Car and Locomotive verkauft, zuletzt Grasse River Railroad Nr. 6.                              |
| 3                 | Shay                | Lima Locomotive Works               | 1905          | 1530  | 1909         | Neu gekauft, 1909 an die Raleigh Lumber Company verkauft, zuletzt Ritter Lumber Company Nr. 5, 1942 verschrottet.          |
| 4                 | Shay                | Lima Locomotive Works               | 1906          | 1675  | 1909         | Neu gekauft, 1909 an die Millstead Manufacturing Company verkauft.                                                         |
| 5                 | 0-4-0ST             | H.K. Porter Company                 | 1881          | 406   | 1917         | Ehem. Lucy Furnace Company Nr. 3, 1917 an die Pittsburgh Construction Company (dort Nr. 7) verkauft.                       |
| 6                 | 0-6-0ST             | Baldwin Locomotive Works            | 1877          | 4202  | 1920         | Ehem. Memphis and Little Rock Railroad Nr. 16, erworben von der Cincinnati Equipment Company, 1920 verschrottet.           |
| 7                 | 2-8-2 Mikado        | Baldwin Locomotive Works            | 1908          | 32763 | 1951         | Neu gekauft, 1951 verschrottet.                                                                                            |
| 8                 | 2-6-2 Prairie       | Baldwin Locomotive Works            | 1911          | 37269 | 1951         | Neu gekauft, 1951 verschrottet.                                                                                            |
| 9                 | 2-6-0 Mogul         | Pittsburgh Locomotive and Car Works | 1907          | 44416 | 1940         | Ehem. Atlantic Equipment and Construction Company Nr. 1, 1940 verschrottet.                                                |
| 10                | 2-8-2 Mikado        | Baldwin Locomotive Works            | Mai 1920      | 53182 | Februar 1964 | Neu gekauft, ist im Tennessee Valley Railroad Museum ausgestellt.                                                          |
| 11                | 2-8-2 Mikado        | American Locomotive Company         | 1922          | 63271 | 1963         | Neu gekauft, 1963 an die U.S. Army verkauft und dort zerstört.                                                             |
| 12                | 2-8-2 Mikado        | Baldwin Locomotive Works            | Oktober 1911  | 37085 | Februar 1964 | Ehem. Southern Railway Nr. 4501. 1948 erworben, 1964 Außerdienststellung, im Tennessee Valley Railroad Museum ausgestellt. |
| 14                | 0-6-0               | American Locomotive Company         | 1944          | 71323 |              | Wird bei der Big South Fork Scenic Railway im Depot von Stearns aufgearbeitet.                                             |
| Diesellokomotiven |                     |                                     |               |       |              | |
| 101               | S2                  | American Locomotive Company         | May 1944      | 70184 | 1987         | Ehem. Denver and Rio Grande Western Railroad Nr. 110, 1963 erworben.                                                       |
| 102               | S2                  | American Locomotive Company         | Mai 1944      | 72051 | 1987         | Ehem. D&RGW Nr. 118, 1963 erworben.                                                                                        |
| 103               | S2                  | American Locomotive Company         | 1944          | 72052 | 1987         | Ehem. D&RGW Nr. 119, 1963 erworben.                                                                                        |
| 104               | S2                  | American Locomotive Company         | November 1949 | 77816 | 1987         | Ehem. Delaware and Hudson Railway Nr. 3028.                                                                                |
| Motordraisine     |                     |                                     |               |       |              | |
| 9                 | A3D                 | Fairmont                            | 1946          |       |              | eines der wenigen noch existierenden Fahrzeuge der K&T.                                                                    |
| [ 4 ] [ 5 ]       |                     |                                     |               |       |              | |